# 로버트 로페즈
로버트 로페즈(영어: Robert Lopez, 1975년 2월 23일 ~ )는 미국의 작곡가이자 작사가이다.
2004년에 《애비뉴 Q》로 토니상, 2008년과 2010년에 《The Wonder Pets》로 에미상, 2012년에 《몰몬의 책》으로 그래미상, 2014년 〈Let It Go〉로 아카데미 주제가상을 수상했다. 에미상, 그래미상, 아카데미상, 토니상 4개 상을 모두 수상한 12번째 인물이며, 10년이라는 최단 기간이다.